# Примирення?
«Примирення?» (суах. Jambo Amani?) — фільм відзнятий режисером Унаї Аранзаді. Фільм — учасник міжнародного кінофестивалю Docudays UA.

## Сюжет
Група конголезьких повстанців Демократичних сил визволення Руанди вирішила відмовитись від насильства, здати зброю й зголоситися пройти програму реінтеграції ООН. Із полегшенням полишаючи проблемний регіон в горах Північного Ківу, вони сідають на гелікоптер до міста Ґома, де на них чекає нове життя.